# Lake Truth
Der Lake Truth ist ein Gebirgssee im Southland District der Region Southland auf der Südinsel von Neuseeland.

## Namensherkunft
Der See wurde 1937 von der australische Bergsteigerin Marie Byles als Eingeständnis ihres Fehlers so benannt, da sie bis zu ihrer Ankunft in Neuseeland angenommen hatte, dass alle Seen in dem Land eine blaue Farbe haben.

## Geographie
Der Lake Truth befindet sich rund 4 km südwestlich des Lake McKerrow/Whakatipu Waitai und rund 3,8 km nördlich des Donne Glacier. Der See, der auf einer Höhe von 1109 m liegt, erstreckt sich über eine Fläche von rund 12,7 Hektar und misst eine Uferlinie von rund 1,88 km. Seine Länge beträgt rund 725 m in Südsüdwest-Nordnordost-Richtung und seine maximale Breite rund 325 m in Westnordwest-Ostsüdost-Richtung.
Gespeist wird der See von einem von Süden her kommenden Bach, der zwei kleine Seen entwässert. Seinen Abfluss besitzt der Lake Truth an seinem nördlichen Ende, von dem ein Bach rund 5,2 km die Ostflanke der Darran Mountains hinunterfließt und in den Hollyford River/Whakatipu Kā Tuka mündet, dessen Mündung wiederum wenige Kilometer nördlich am Lake McKerrow/Whakatipu Waitai liegt.